# كالان مكاولفي
كالان مكاولفي (بالإنجليزية: Callan McAuliffe)‏ (24 يناير 1995) ممثل أسترالي. اشتهر عبر دور ألدين في مسلسل أي ام سي الموتى السائرون.

## عن حياته
والده الروائي والصحفي روجر مكاولفي، أجداده إيرلاندين الأصل، إنضم إلى الكلية الأستكلندية، واستطاع كالان أن ينجح في امتحانات المسرح الموسيقي بلندن عام 2008، بدأ كالان حياته الفنية من خلال مسلسل تليفزيوني أسترالي كوميدي وكان مايزال بعمر 8 سنوات، وأهتم بالفن منذ صغره تعددت أدواره المتميزة رغم صغر سنه.

## أعماله
- فيلم Robot Overlords
- فيلم The Stanford Prison Experiment
- فيلم Kite
- فيلم Elysium
- فيلم The Great Gatsby
- فيلم Underground: the julian assange story
- فيلم Rush
- مسلسل الموتى السائرون (بالإنجليزية: The Walking Dead)‏

## روابط خارجية
- كالان مكاولفي على موقع IMDb (الإنجليزية)
- كالان مكاولفي على موقع قاعدة بيانات الأفلام العربية
- كالان مكاولفي على موقع ألو سيني (الفرنسية)
- كالان مكاولفي على موقع أول موفي (الإنجليزية)
- كالان مكاولفي على موقع بوكس أوفيس موجو (الإنجليزية)
- كالان مكاولفي على موقع قاعدة بيانات الأفلام السويدية (السويدية)
- كالان مكاولفي على موقع قاعدة بيانات الفيلم (الإنجليزية)
- كالان مكاولفي على موقع كينوبويسك (الروسية)